# Monumento Homenaje a las Víctimas del Terrorismo
El Monumento Homenaje a las Víctimas del Terrorismo es una obra del escultor vasco Agustín Ibarrola, está situado en el Paseo del Príncipe de Vergara o Espolón, centro de la ciudad de Logroño.

## Historia
El Ayuntamiento de Logroño a cargo de Julio Revuelta, decidió levantar este monumento en apoyo a la iniciativa de Asociación de Víctimas del Terrorismo en 2006. Fue inaugurada en el 6 de junio del 2008 cerca de la concha del Espolón, para evitar que colisione estéticamente con el estatua ecuestre del general Espartero, junto con Pedro Sanz, César Antonio Molina, Tomás Santos.

## Características
La escultura es una obra de Agustín Ibarrola con elementos de la escultura vasca del XX. Es un muro de cuatro placas de acero corten (de diferentes tonos adquiridos por el óxido) parecido a un biombo con forma de “V” en referencia a las víctimas. Mide diez metros de largo por cinco metros de alto, con un peso de 28 toneladas de acero corten.

### Galería

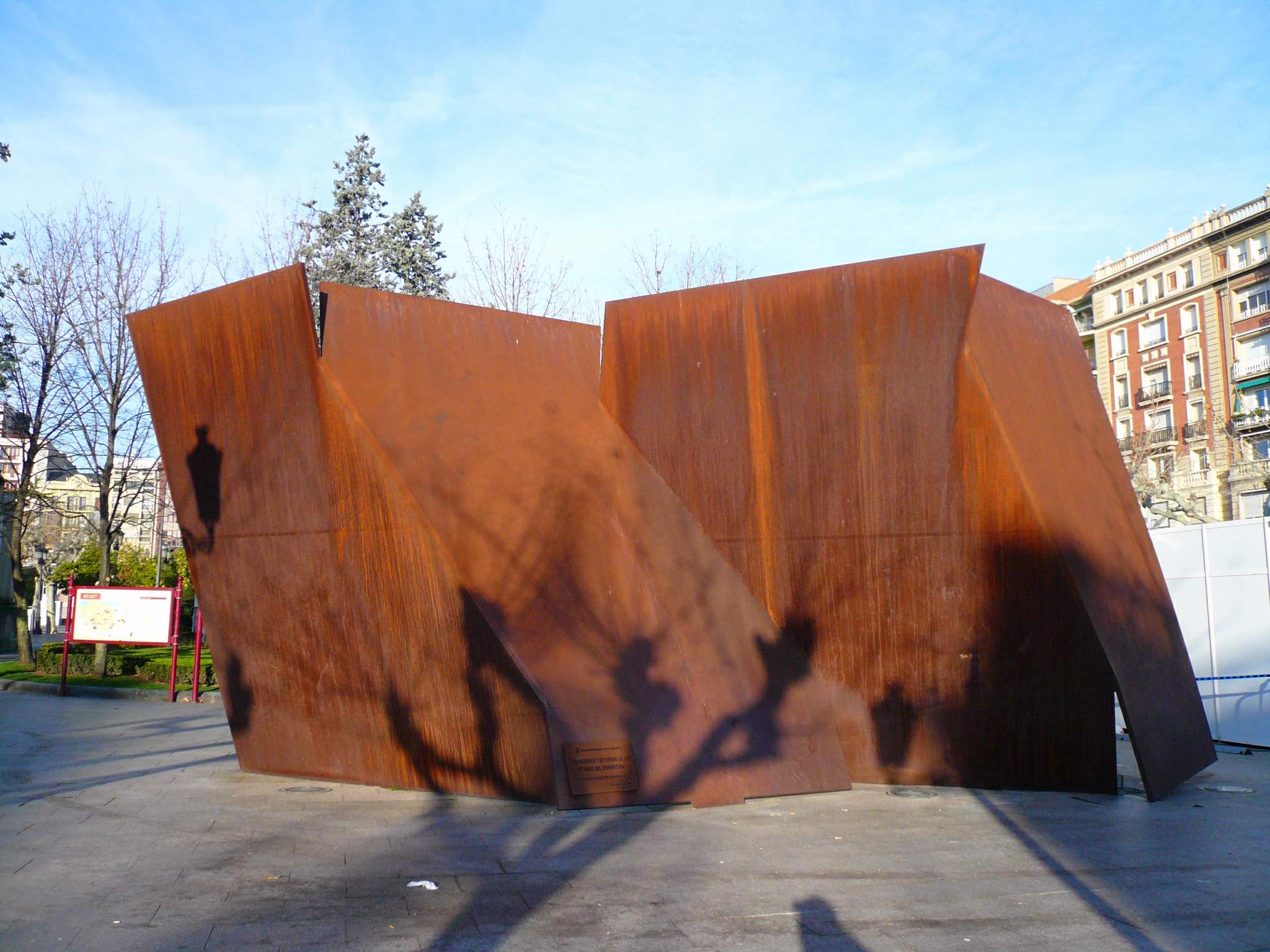
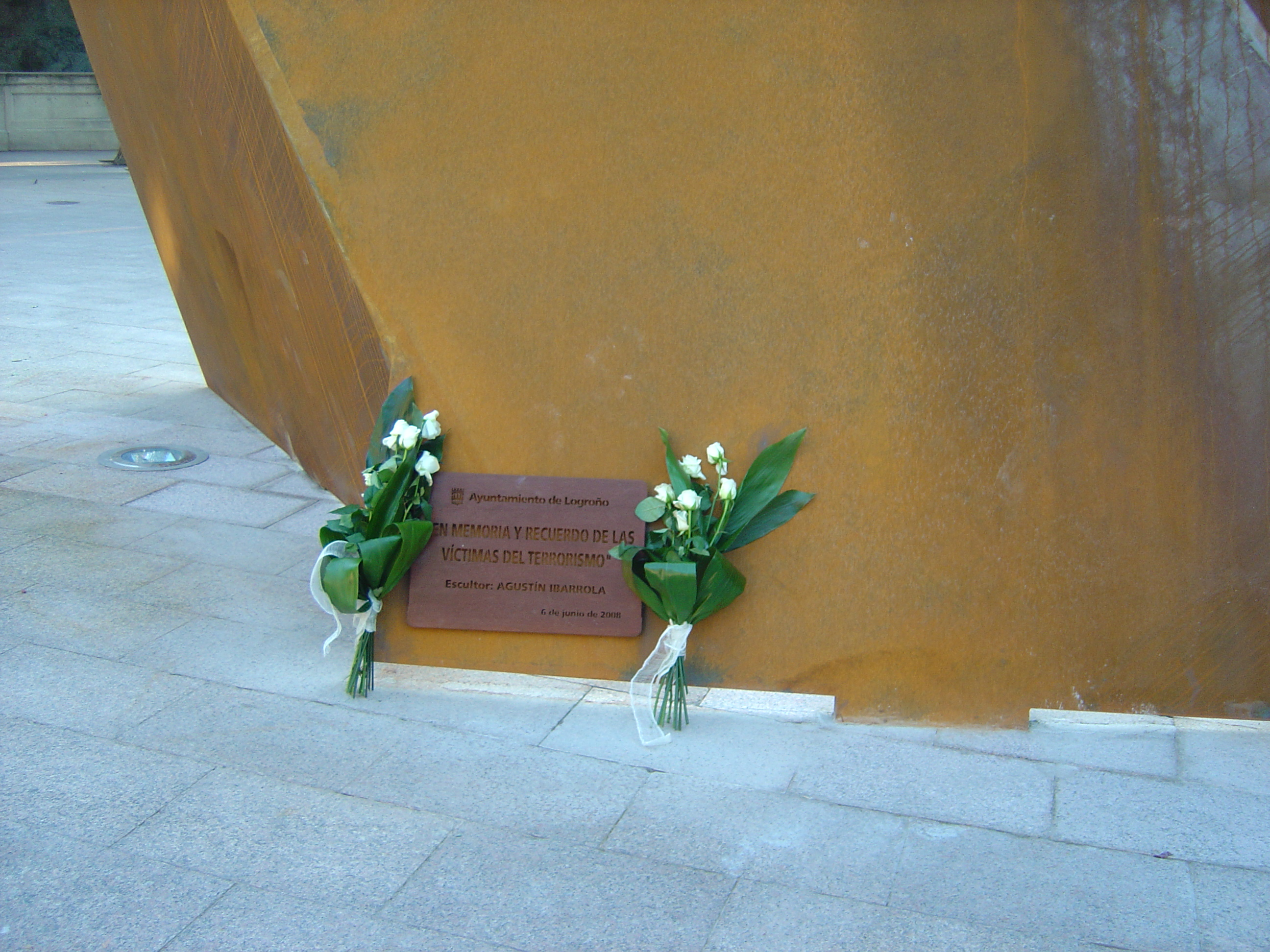